# Luputa
Luputa este un oraș în  provincia Kasai-Oriental, Republica Democrată Congo. În 2012 avea o populație de 39 875 de locuitori, iar în 2004 avea 31 581.